# Timorbuskskvätta
Timorbuskskvätta (Saxicola gutturalis) är en fågel i familjen flugsnappare inom ordningen tättingar. Den förekommer i Små Sundaöarna. Arten minskar i antal, men beståndet anses vara livskrafigt.

## Utseende och läte
Timorbuskskvättan är en udda svartvit buskskvätta med relativt lång stjärt. Hanen är gnistrande vit under och svart ovan med en tydlig vit fläck på skuldran. Honan är rödbrun ovan med tydligt vitt ögonbrynsstreck och vitaktig undersida. Båda könen skiljer sig från lokala formen av svart buskskvätta genom den vitaktiga undersidan och den betydligt längre stjärten. Sången består av en serie med staccatotoner, i engelsk litteratur återgiven som "sweet-cherrrgrrr-wichu". Bland lätena hörs mjuka men raspiga "tchuk".

## Utbredning och systematik
Timorbuskskvättan förekommer i Små Sundaöarna. Den delas in i två underarter med följande utbredning:
- Saxicola gutturalis gutturalis – förekommer på öarna Timor och Roti i östra Små Sundaöarna
- Saxicola gutturalis luctuosus – förekommer på ön Semau i östra Små Sundaöarna

### Familjetillhörighet
Buskskvättorna ansågs fram tills nyligen liksom bland andra stenskvättor, stentrastar, rödstjärtar vara små trastar. DNA-studier visar dock att de är marklevande flugsnappare (Muscicapidae) och förs därför numera till den familjen.

## Levnadssätt
Timorbuskskvättan är jämfört med andra buskskvättor en tydligt mer skogslevande fågel. Den påträffas i skogslandskap och savann i låglänta områden och lägre bergstrakter. Fågeln påträffas enstaka eller i par i trädtaket.

## Status och hot
Arten har ett stort utbredningsområde, men tros minska i antal, dock inte tillräckligt kraftigt för att den ska betraktas som hotad. Internationella naturvårdsunionen IUCN listar arten som livskraftig (LC). Beståndet uppskattas till mellan 30 000 och 200 000 vuxna individer.